# 순자 (책)
《순자(荀子)》는 중국 전국시대(戰國時代: BC 403~221) 말 유가 사상가 순자(荀子: BC 298?~238?)의 말과 글을 모은 책이다. 《순경신서(荀卿新書)》·《손경자(孫卿子)》라고도 불린다.
이 책 〈성악(性惡)〉 편에서 맹자의 성선설(性善說)에 반대한 성악설(性惡說)을 주장하고 있다. 이 책 저자인 순자는 한나라에서 유가의 정통적 인물로 보았으나, 송나라 시대 성리학 학풍 속에서 성악설이 비난받자 유가의 이단자로 간주했다. 그에 대한 재평가는 청나라 말기에서야 다시 이루어졌다.
이 책은 순자의 사상을 알 수 있을 뿐만 아니라 선진 시대(先秦時代)의 유가(儒家) 사상의 총괄서로서 큰 의의를 가진다.

## 개요
전부 32편으로 구성되어 있다. 본래는 322편이었던 것을 전한(前漢: BC 206~8) 시대에 유향(劉向)이 중복되는 290편을 제거하여 32편으로 정착시켰다. 《순자(荀子)》에 처음으로 주석을 한 것은 당나라(唐)의 양량(楊凉)인데 32편을 20권으로 나누었고 순서도 조금 변경하였다.
내용은 철학 · 심리 · 도덕 · 논리 · 교육 · 정치 · 경제 · 전략 · 사상가 비판 등 광범위한 주제를 다루고 있다. 또한, 운문(韻文) · 설화에 대한 내용도 들어있다. 다루는 주제가 다양하고 광범위할 뿐만 아니라 문체도 각 부분에 걸쳐 상당한 차이가 있어 동일인의 저술이라고 볼 수는 없다.
특히 〈성악(性惡)〉 편에서는 맹자의 성선설(性善說)에 반대하여 인간은 악을 좋아하고 이익(利)를 좇기 쉬우므로 유가의 경전을 배우고 예(禮)를 지켜서 이러한 성품을 변화시키고 극복하여야 "인격이 완성"(僞 = 人爲)된다는 성악설(性惡說)을 주장하였다. 양량(楊凉) 이후 송학(宋學)의 발흥과 함께 4서의 도통이 중시되어 《순자》는 유교에서 이단의 서적으로서 오랫동안 배척되었다.

## 내용
최초의 '권학(勸學)', '수신(修身)' 편은 개인의 수양을 논하였는데, 좋은 환경 속에서 양사(良師)를 따라서 유가의 경전을 배우고 예를 지키는 일에 의하여 인격이 완성된다고 한다.
'성악' 편에서는 맹자의 성선설에 반대하여 인간은 악을 좋아하고 이(利)를 좇기 쉬우므로 예를 배워서 '위(僞) → 인위(人爲)'로 변경해야 한다고 주장하였다. 그 구체적인 방법에 관해서는 앞서 말한 '권학' 편에 기술하고 있다.
'천론(天論)', '비상(非相)', '정론(正論)'편은 전통적 사고, 미신, 숙명론의 타파를 기도해 본 것이다. 특히 천론은 천(天)에 대한 종교적 이해에서 벗어나 천(天)을 인간생활과는 무관계한 자연 존재라고 인정하였다. 여기에서 처음으로 인간성의 참된 이해가 가능토록 한 점에서 유가사상사에 있어서 특필해야 할 의의를 갖는다.
'정명(正名)' 편은 논리와 인식의 문제에 대하여, '해폐(解蔽)'편은 방법론의 문제에 대하여, '악론(樂論)'편은 음악 이론에 대하여, '왕제(王制)' '부국(富國)'편은 사회에 있어서의 정치적 원칙을, '의병'편은 군사 이론에 대하여 각각 기술하고 있다.
'비12자(非十二子)' 편은 공자, 자공에 대해 존경하는 태도를 보인 외에 자사, 맹자 등을 포함한 12명의 사상가를 비판한 것인데 선진 제자(先秦諸子)의 사상을 알게 하는 점에서 귀중한 기록이다.
'성상(成相)'편은 민가의 체재를 취하여 순자의 정치사상을 서술한 것이며, '부(賦)'는 그의 문학작품이다.
그러나 양량(楊凉)이 19권과 20권에 수록한 각편('大略'에서 '堯問'까지의 6편)은 순자의 후학의 기록으로 여겨진다.

## 참고 문헌
- 이 문서에는 다음커뮤니케이션(현 카카오)에서 GFDL 또는 CC-SA 라이선스로 배포한 글로벌 세계대백과사전의 내용을 기초로 작성된 글이 포함되어 있습니다.